# Palmożer amarantowy
Palmożer amarantowy, bławatnik amarantowy (Xipholena punicea) – gatunek małego ptaka z rodziny bławatnikowatych (Cotingidae). Występuje na północnych obszarach Ameryki Południowej, na wschód od Andów. Nie wyróżnia się podgatunków.

## Morfologia
Całkowita długość ciała około 19,5 cm. Skrzydło mierzy 13 cm, ogon 7,8 cm. Masa ciała wynosi 63–65 g. Tęczówka u młodocianego samca białoszara, u dorosłej samicy żółtawa. Dziób szarobrązowy. Skok czarny. Samiec purpurowoszkarłatny o białych skrzydłach. Samica głównie szara, biaława z tyłu brzucha i w okolicach kloaki. Pokrywy skrzydłowe i lotki II rzędu mają białe obrzeżenia.

## Status
Międzynarodowa Unia Ochrony Przyrody (IUCN) uznaje palmożera amarantowego za gatunek najmniejszej troski (LC – least concern) nieprzerwanie od 1988 roku. Liczebność populacji nie została oszacowana, ale ptak ten opisywany jest jako dość pospolity, lecz rozmieszczony plamowo. Trend liczebności populacji uznawany jest za spadkowy.